# Fukusaburo Harada
Fukusaburo Harada (原田 福三郎, Harada Fukusaburo) és un exfutbolista japonès que jugava de porter.

## Selecció japonesa
Fukusaburo Harada va disputar dos partits amb la selecció japonesa.